# 三天通王宫
三天通王宫，位于中国广东省湛江市雷州市南兴镇塘尾村，为雷州市的一个市级文物保护单位，类型为古建筑，公布时间为2002年10月10日。
三天通王宫的历史年代为元代。